# Charles Quarles
Charles Quarles (mort a York vers 1727) fou un músic anglès. Graduat en música a Cambridge el 1698 va ser nomenat organista del Trinity College (Cambridge). El 30 de juny de 1722 va succeir a William Davies com a organista de la catedral de York. Una lliçó per clave per Quarles, imprès per Goodison al voltant de 1788, conté, entre altres de les seves composicions, un minuet "molt elegant" en Fa menor.